# Eugene B. Crowe

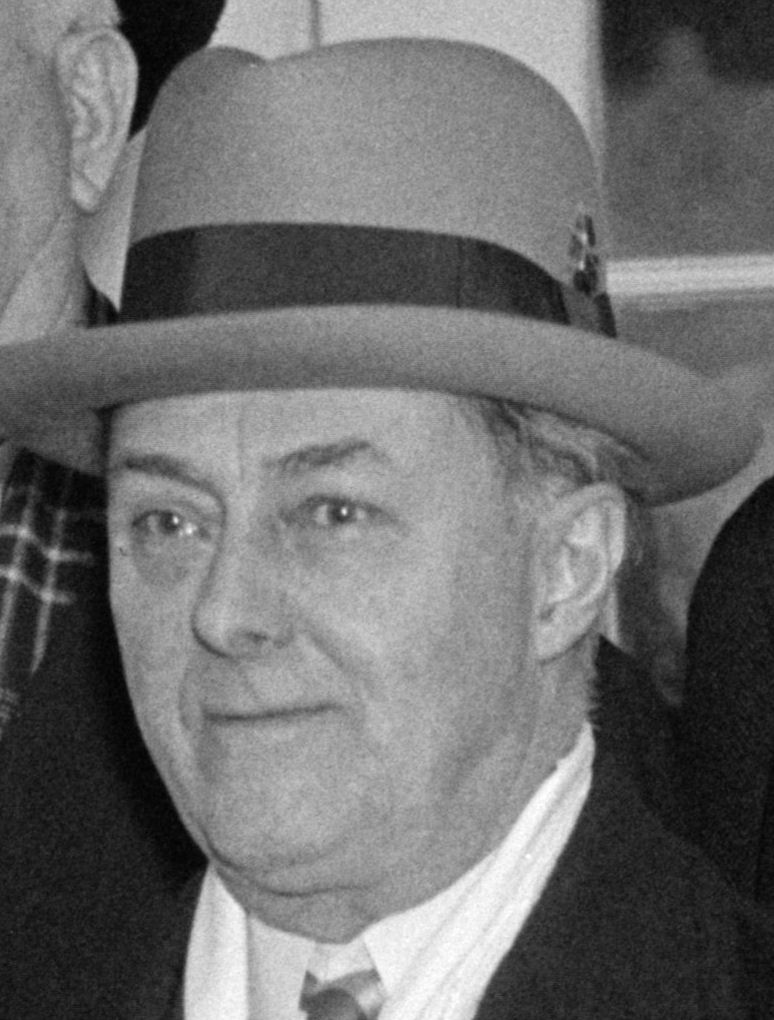
Eugene B. Crowe

Eugene  Burgess Crowe (* 5. Januar 1878 bei Jeffersonville, Clark County, Indiana; † 12. Mai 1970 in Indianapolis, Indiana) war ein US-amerikanischer Politiker. Zwischen 1931 und 1941 vertrat er den Bundesstaat Indiana im US-Repräsentantenhaus.

## Werdegang
Eugene Crowe besuchte die öffentlichen Schulen seiner Heimat und die Borden Academy. Zwischen 1894 und 1896 arbeitete er als Lehrer. Im Jahr 1899 zog er nach Bedford. In seiner neuen Heimatstadt arbeitete Crowe als Möbelverkäufer; außerdem war er im Immobiliengeschäft und im Bankgewerbe tätig. Politisch wurde er Mitglied der Demokratischen Partei. Zwischen 1908 und 1960 nahm er als Delegierter an deren regionalen Parteitagen in Indiana teil. In den Jahren 1928, 1944, 1948, 1952, 1956 und 1960 war er auch Delegierter zu den jeweiligen Democratic National Conventions. 1939 war er amerikanischer Delegierter auf dem Kongress der Interparlamentarischen Union in Oslo.
Bei den Kongresswahlen des Jahres 1930 wurde Crowe im dritten Wahlbezirk von Indiana in das US-Repräsentantenhaus in Washington, D.C. gewählt, wo er am 4. März 1931 die Nachfolge von James W. Dunbar antrat. Nach vier Wiederwahlen konnte er bis zum 3. Januar 1941 fünf Legislaturperioden im Kongress absolvieren. Seit 1933 vertrat er dort als Nachfolger von Fred S. Purnell den neunten Distrikt seines Staates. Während dieser Zeit wurden die meisten der New-Deal-Gesetze der Bundesregierung im Kongress verabschiedet. Im Jahr 1933 traten der 20. und der 21. Verfassungszusatz in Kraft. 1940 wurde Crowe nicht wiedergewählt.
Nach seinem Ausscheiden aus dem US-Repräsentantenhaus nahm Eugene Crowe seine früheren Tätigkeiten wieder auf. Außerdem war er Präsident der Stone City National Bank, Leiter eines Hotels und einer Versicherungsgesellschaft. Er starb am 12. Mai 1970 in Indianapolis im Alter von 92 Jahren.